# Flensburger Stadion
Das Flensburger Stadion (auch: Stadion Flensburg-Mürwik sowie seltener Volksparkstadion) ist ein Fußballstadion mit Leichtathletikanlage im Flensburger Stadtteil Fruerlund, welcher häufig zum Stadtteil Mürwik hinzugerechnet wird. Die Sportanlage ist integraler Bestandteil des Volksparks und als Kulturdenkmal von Fruerlund eingetragen. In der Spielstätte des Sportvereins Flensburg 08 können im Gegensatz zum kleinen Stadion in Flensburg-Weiche, dem Manfred-Werner-Stadion des ETSV Weiche, keine sogenannten Sicherheitsspiele ausgetragen werden.

## Geschichte

### Baubeginn 1925 und Einweihung 1927
1925 begann der Aufbau des Flensburger Volksparks und damit auch der Bau des Stadions. Am 3. Juli 1927 wurde das Stadion mit dem 18. Turnerfest der Nordmark eingeweiht.

### Wahlkampfauftritt von Adolf Hitler 1932
Am Samstag, den 23. April 1932, landete auf dem Flugplatz Flensburg-Schäferhaus das Flugzeug von Adolf Hitler, der im Flensburger Stadion um 19 Uhr eine Wahlrede zur am Folgetag stattgefundenen preußischen Landtagswahl der 4. Wahlperiode hielt. In seiner ungefähr 25-minütigen Rede agitierte Hitler – laut Volkszeitung vor 20.000, laut den Flensburger Nachrichten vor über 40.000 Zuhörern – gegen die Regierung, sprach von einer „Menge aus 13 Millionen eroberten Mitkämpfern“, erklärte, dass die „Bewegung“ der NSDAP 13 Jahre zuvor gegründet worden sei und stilisierte sich schließlich zum Propheten herauf, der 13 Jahre recht gehabt habe. In 13 Jahren, so behauptete er, würde seine „Bewegung eine von 13 Millionen“ sein. Am Ende der Rede erhoben viele der anwesenden Zuhörer den rechten Arm und sangen das Horst-Wessel-Lied. Hitler soll sehr schnell das Podium verlassen haben und wurde mit dem Auto zum Bahnhofshotel, dem späteren Hotel Europa beim ZOB, gebracht, wo er übernachtete. Noch am Folgetag reiste er ab. Hitlers Besuch 1932 blieb der einzige „öffentliche Besuch“ in Flensburg und Mürwik. Bald darauf, Ende Januar 1933, kam es zur Nationalsozialistischen Machtergreifung (Vgl. Chronologie). Vier Jahre später besuchte Hitler, nicht öffentlich, streng geheim mit der Aviso Grille den „Hafen vor der Marineschule Mürwik“. Ganze 13 Jahre später, am 23. Mai 1945, endete das Dritte Reich, mit der Verhaftung der letzten Reichsregierung, im an den Volkspark anschließenden Sonderbereich Mürwik.

### 3. Bundesjugendtreffen der Deutschen Sportjugend 1970
Nachdem Pläne geplatzt waren für das 3. Bundesjugendtreffen der Deutschen Sportjugend in Bonn, holte das Flensburger DSB-Präsidiumsmitglied Hans Hansen die Jugendspiele in die Fördestadt. Nach Reutlingen (1955) und Schweinfurt (1967) war der 1947 gegründete Sportverband Flensburg im Jahr 1970 Gastgeber und Ausrichter der „Mini-Olympiade“. Das als eines der größten Sportereignisse in die Geschichte Flensburgs eingehende Event fand vom 16. bis zum 24. Mai 1970 statt. Sowohl im Stadion als auch in weiteren Sportstätten, in Schulsporthallen, in der Idrætshallen auf der Westlichen Höhe und im Deutschen Haus kämpften mehr als 4000 junge Sportler in über 40 Sportarten um Medaillen. Zum Leichtathletik-Länderkampf Deutschland-Holland und zum Jugendfußball-Länderspiel Deutschland-England war das Flensburger Stadion ebenso Schauplatz wie zur Abschlussveranstaltung mit der Verabschiedung aller Teilnehmer. Einigen von ihnen gelang zwei Jahre später die Teilnahme an den Olympischen Sommerspielen 1972 in München.

### Fußballspiele

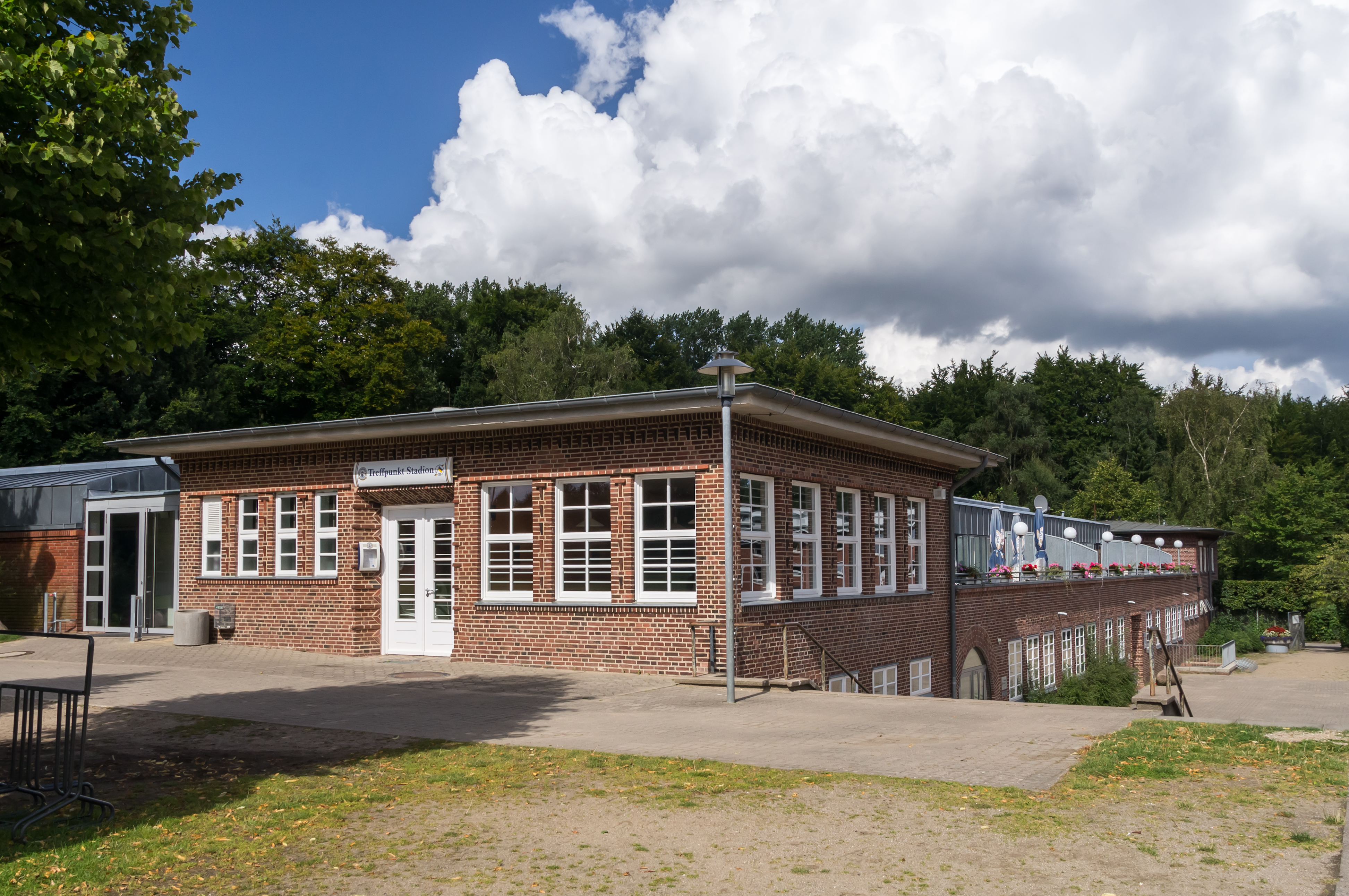
Die Gaststätte Treffpunkt Stadion in der Arndtstraße 5 ist das Stammlokal von Flensburg 08 (Foto 2012).

Am 17. Mai 1981, fast genau 15 Jahre nach dem Wembley-Tor, fand das sogenannte WM-Comeback-Spiel Deutschland-England statt, bei dem die beiden Mannschaften mit bekannten Weltklassespielern besetzt waren. Das Stadion war mit 14.000 Zuschauern ausverkauft. Zu den im Stadion ausgetragenen Fußballspielen zählen auch hochrangige Freundschafts- bzw. Testspiele von Bundesligisten. Der SV Werder Bremen bezwang kurz nach dem Gewinn der deutschen Fußballmeisterschaft der Männer von 1993 am 13. Juli desselben Jahres vor 6000 Fußballanhängern die gastgebende Mannschaft von Flensburg 08 mit 6:2. Bei einem weiteren hochklassigen Spiel zwanzig Jahre später gewann am 23. Juli 2013 vor 5700 Zuschauern der Londoner Premier-League-Verein West Ham United gegen den Bundesligisten Hamburger SV mit 3:1.
Im darauffolgenden Jahr 2014 war das Testspiel des HSV – über Jahre ein Dauergast im SH:Z-Fußballsommer – gegen den italienischen Profiverein Lazio Rom aus der Serie A geplant, aber die Flensburger Ordnungsbehörden erhöhten in Abstimmung mit der Polizei kurzfristig die Sicherheitsauflagen. Die örtliche Polizei forderte eine Installation von vergitterten Fanblocks, Wellenbrecher auf den Stehtraversen und zudem für 50 Zuschauer jeweils einen lizenzierten zivilen Sicherheitsmitarbeiter. Kurz zuvor hatte Innenminister Andreas Breitner die Polizeistation Mürwik-Fruerlund besucht und das dortige Personaleinsatzmodell begrüßt, bei dem der Zuständigkeitsbereich weit aufs Land ausgeweitet worden war. Das am 8. August 2014 stattgefundene Spiel verlegten die Verantwortlichen nach Lübeck in das Stadion an der Lohmühle. Die Verlegung nach Lübeck wurde im Flensburger Tageblatt scharf kritisiert:

„Offenbar haben Stadt und Polizei voreilig gehandelt und dabei versäumt, sachkundige Informationen einzuholen. Dies gilt auch für das Innenministerium […] Wie gestern von der DFB-Hauptabteilung Prävention & Sicherheit in Frankfurt dem Schleswig-Holsteinischen Fußballverband mitgeteilt wurde, gibt es „nach derzeitigen Erkenntnissen keinerlei Sicherheitsbedenken“. […] „Man wollte von vornherein dieses Spiel in Flensburg nicht“, sagte ein städtischer Mitarbeiter, der nicht genannt werden möchte. […]“

Nichtsdestotrotz kündigte der Schleswig-Holsteinische Zeitungsverlag im April 2015 an, auch weiterhin wie jedes Jahr Profi-Teams nach Flensburg zu holen. So gewann am 25. Mai 2015 bei einem Freundschafts- bzw. Testspiel der Bundesligist SV Werder Bremen vor 1950 Zuschauern gegen den TSB Flensburg mit 3:0. Der Flensburger Verein feiert(e) sein 150-jähriges Bestehen und dessen Fußballmannschaft den Durchmarsch von der Kreisliga Schleswig-Flensburg 1 (2013/2014) über die Verbandsliga Nord-West 2014/2015 in die SH-Liga 2015/2016.

### Trägerverein und weitere Wettbewerbe
2006 wurde der Trägerverein Flensburger Stadion e. V. gegründet. Drei vom Verein angestellte Vollzeit- und einige Teilzeitkräfte betreuen das Stadion und weitere dort befindliche Sportanlagen. Die Stadt Flensburg beteiligt sich dabei mit rund 210.000 Euro jährlich (Stand 2015), um die in die Jahre gekommenen Anlagen zu erhalten. 2013 begann die Stadt, das Gebäude sanieren und eine neue Tartanbahn anlegen zu lassen.
Heutzutage finden im Stadion bis zu 10.000 Zuschauer Platz, davon 1000 auf der Tribüne. Hin und wieder werden dort Leichtathletikwettbewerbe veranstaltet, zum Beispiel der Staffellauf der Flensburger Schulen, dem allein 2014 rund 1500 Schüler aus 31 Schulen und rund 11.000 Fans beiwohnten.
Als ein weiteres denkwürdiges Ereignis in der Geschichte des Stadions galt zuvor die Austragung der Schleswig-Holstein-Spiele am 8. September 2012. Der Radiosender RSH präsentierte einen Wettbewerb, bei dem sich die Athleten – 20 Mannschaften à 20 Spieler – in kuriosen Disziplinen wie Bierathlon, „Denk-Gymnastik“, „Fischtennis“, „Gib Gummi“, Gummistiefelweitwurf, „Kohlstoßen“, „Rumkugeln“ oder „Völkerballen“ messen ließen, begleitet von Cheerleadern und einem Auftritt des Dollerupers Michael Schulte.

## Anlagen
Zum Flensburger Stadion gehört „eine großzügig angelegte Sportanlage mit insgesamt zehn Spielflächen, einem A-Platz mit Leichtathletikanlagen sowie Rundum-Zuschauerrängen inklusive überdachter Tribüne, einem Kunstrasenplatz, sowie sechs Rasenplätzen, einem Sandplatz und einem Sportheim mit über 20 Umkleidekabinen, zahlreichen Besprechungsräumen, Gaststätte und Wohnmöglichkeit für einen hauptamtlichen Platzwart“ (Flensburg Journal). — Im näheren Umfeld des Stadions existieren des Weiteren Hotels sowie die Flensburger Jugendherberge, welche die breite Infrastruktur indirekt unterstützten.

## Anbindung
Beim Stadion befindet sich die Bushaltestelle Stadion, die auch als wichtiger Umsteigepunkt dient. Sie wird von den Stadtbuslinien 3, 5 und 7 angefahren, wodurch dort ca. alle 5–10 Minuten ein Bus aus verschiedenen Stadtteilen hält.